# Брентс-Коув
Брентс-Коув (англ. Brent's Cove) — містечко в Канаді, у провінції Ньюфаундленд і Лабрадор.

## Населення
За даними перепису 2016 року, містечко нараховувало 157 осіб, показавши скорочення на 13,3%, порівняно з 2011-м роком. Середня густина населення становила 153,6 осіб/км².
З офіційних мов обидвома одночасно володіли 5 жителів, тільки англійською — 155.
Працездатне населення становило 45,5% усього населення, рівень безробіття — 66,7% (62,5% серед чоловіків та 71,4% серед жінок). 100% осіб були найманими працівниками, а 0% — самозайнятими.
29,4% мешканців мали закінчену шкільну освіту, не мали закінченої шкільної освіти — 44,1%, 26,5% мали післяшкільну освіту, з яких 33,3% мали диплом бакалавра, або вищий.
| Статево-вікова структура населення | Статево-вікова структура населення | Статево-вікова структура населення | Статево-вікова структура населення | Статево-вікова структура населення |
| ---------------------------------- | ---------------------------------- | ---------------------------------- | ---------------------------------- | ---------------------------------- |
|                                    |                                    |                                    |                                    |                                    |
| Всього                             | Всього                             | 48,4%51,6%                         |                                    |                                    |
| 0 — 14 років                       | 0 — 14 років                       |                                    | 6,5%                               | 6,5%                               |
| 15 — 64 років                      | 15 — 64 років                      |                                    | 71%                                | 71%                                |
| 65 і більше                        | 65 і більше                        |                                    | 22,6%                              | 22,6%                              |
| Середній вік (років)               | Середній вік (років)               | 47,148,5                           | 47,8                               | 47,8                               |
| Медіана (років)                    | Медіана (років)                    | 51,051,4                           | 51,2                               | 51,2                               |
| — чоловіки — жінки                 |                                    |                                    |                                    |                                    |

| Походження мешканців:     | Походження мешканців:     | Походження мешканців: | Походження мешканців: | Походження мешканців: |
| ------------------------- | ------------------------- | --------------------- | --------------------- | --------------------- |
| Походження                |                           |                       | осіб                  | %                     |
| Корінні американці        | Корінні американці        |                       | 35                    | 20.59%                |
| Інше північноамериканське | Інше північноамериканське |                       | 115                   | 67.65%                |
| Європейське               | Європейське               |                       | 95                    | 55.88%                |
| британське                | британське                |                       | 75                    | 44.12%                |
| французьке                | французьке                |                       | 20                    | 11.76%                |

| Зайнятість населення за галузями (за класифікацією NOC): | Зайнятість населення за галузями (за класифікацією NOC): | Зайнятість населення за галузями (за класифікацією NOC): | Зайнятість населення за галузями (за класифікацією NOC): | Зайнятість населення за галузями (за класифікацією NOC): |
| -------------------------------------------------------- | -------------------------------------------------------- | -------------------------------------------------------- | -------------------------------------------------------- | -------------------------------------------------------- |
|                                                          |                                                          |                                                          |                                                          |                                                          |
| Бізнес, фінанси та адміністрування                       | Бізнес, фінанси та адміністрування                       |                                                          | 13,3%                                                    | 13,3%                                                    |
| Роздрібна торгівля та послуги                            | Роздрібна торгівля та послуги                            |                                                          | 13,3%                                                    | 13,3%                                                    |
| Гуртова торгівля, транспорт та обладнання                | Гуртова торгівля, транспорт та обладнання                |                                                          | 20%                                                      | 20%                                                      |
| Природні ресурси, сільське господарство                  | Природні ресурси, сільське господарство                  |                                                          | 26,7%                                                    | 26,7%                                                    |
| Виробництво                                              | Виробництво                                              |                                                          | 20%                                                      | 20%                                                      |

## Клімат
Середня річна температура становить 3,2°C, середня максимальна – 18,9°C, а середня мінімальна – -13,8°C. Середня річна кількість опадів – 1 055 мм.
| Клімат поселення                              | Клімат поселення | Клімат поселення | Клімат поселення | Клімат поселення | Клімат поселення | Клімат поселення | Клімат поселення | Клімат поселення | Клімат поселення | Клімат поселення | Клімат поселення | Клімат поселення | Клімат поселення |
| Показник                                      | Січ.             | Лют.             | Бер.             | Квіт.            | Трав.            | Черв.            | Лип.             | Серп.            | Вер.             | Жовт.            | Лист.            | Груд.            |                  |
| Середній максимум, °C                         | −3,38            | −3,77            | 0,36             | 5,67             | 10,49            | 15,86            | 18,86            | 18,52            | 14,37            | 8,99             | 4,23             | −1,33            |                  |
| Середня температура, °C                       | −8,37            | −8,79            | −4,63            | 0,67             | 5,50             | 10,87            | 15,49            | 15,14            | 10,99            | 5,59             | 0,88             | −4,71            |                  |
| Середній мінімум, °C                          | −13,38           | −13,78           | −9,64            | −4,34            | 0,49             | 5,87             | 12,13            | 11,80            | 7,62             | 2,26             | −2,49            | −8,06            |                  |
| Норма опадів, мм                              | 91               | 82               | 72               | 68               | 79               | 96               | 80               | 107              | 89               | 106              | 92               | 93               |                  |
| Середньомісячна швидкість вітру, м/с          | 6.71             | 6.33             | 6.21             | 5.69             | 5.19             | 4.97             | 4.60             | 4.70             | 5.30             | 5.78             | 6.38             | 6.80             |                  |
| Середньомісячна сонячна радіація, кДж/м²·день | 3655             | 6663             | 10852            | 14383            | 17393            | 18937            | 18627            | 15542            | 11356            | 6663             | 3749             | 2707             |                  |
| --------------------------------------------- | ---------------- | ---------------- | ---------------- | ---------------- | ---------------- | ---------------- | ---------------- | ---------------- | ---------------- | ---------------- | ---------------- | ---------------- | ---------------- |
| Джерело:                                      |                  |                  |                  |                  |                  |                  |                  |                  |                  |                  |                  |                  |                  |